# Llac Ilopango
El llac Ilopango és un llac d'origen volcànic a El Salvador. Mesura 8 x 11 km, té una superfície de 72 km² i una profunditat de 230 m. Se situa a una altitud de 440 msnm a 16 km de la ciutat San Salvador, entre els departaments de San Salvador, Cuscatlán i La Paz. És el llac natural més gran del Salvador.

## Història
Durant el final del Plistocè i l'Holocè es van produir quatre grans erupcions dacítico-riolítiques, generant fluxos piroclàstics i tefres que van cobrir gran part del país.
La caldera d'Ilopango es va formar com a resultat d'una erupció cataclísmica entre el segle v i el segle vi: mitjançant la datació per radiocarboni de la vida vegetal relacionada directament amb l'erupció, hom va determinar que l'explosió es produí en algun moment entre el 410 i el 535 dC. Aquests estudis situen l'expulsió de tefra al voltant de 84 km³ i suggereixen que aquesta erupció va ser la causant del canvi climàtic dels anys 535 i 536 que, sumat a les morts directes i altres efectes diversos arreu del món, podria arribar a ser considerada com la catàstrofe volcànica més gran en la història de la humanitat. Tanmateix, un equip de científics va concloure que l'erupció volcànica podria haver-se produït el 431 dC ± 2, basant-se en fragments volcànics extrets dels nuclis de gel de Groenlàndia, els nivells de sofre registrats als nuclis de gel de l'Antàrtida i la datació radiocarbonada d'un arbre carbonitzat a dipòsits de cendres volcàniques.
En l'explosió es produïren enormes fluxos piroclàstics que van destruir diferents ciutats maies. La "caiguda de núvols de cendra […] va cobrir una superfície d'almenys 10.000 km² de pedra tosca i cendra", la qual cosa hauria aturat tota l'activitat agrícola de la zona durant dècades. També es teoritza que l'erupció, els esdeveniments meteorològics posteriors i els conseqüents fracassos agrícoles van conduir directament a l'abandonament de Teotihuacan pels habitants originals.
Erupcions posteriors van formar diferents doms de lava al llac i a les seves riberes. L'única erupció històrica va ocórrer el 1879-1880 i va produir un dom de lava dins de l'estany, formant les "Islas Quemadas".
A finals de 1789 es van sentir tremolors a la regió i el gener de 1880 el nivell de l'estany va pujar considerablement, hi va haver ruïnes en els masos immediats i grans esfondraments i esquerdes a tot arreu.